# Christian Gottlieb Kühnöl

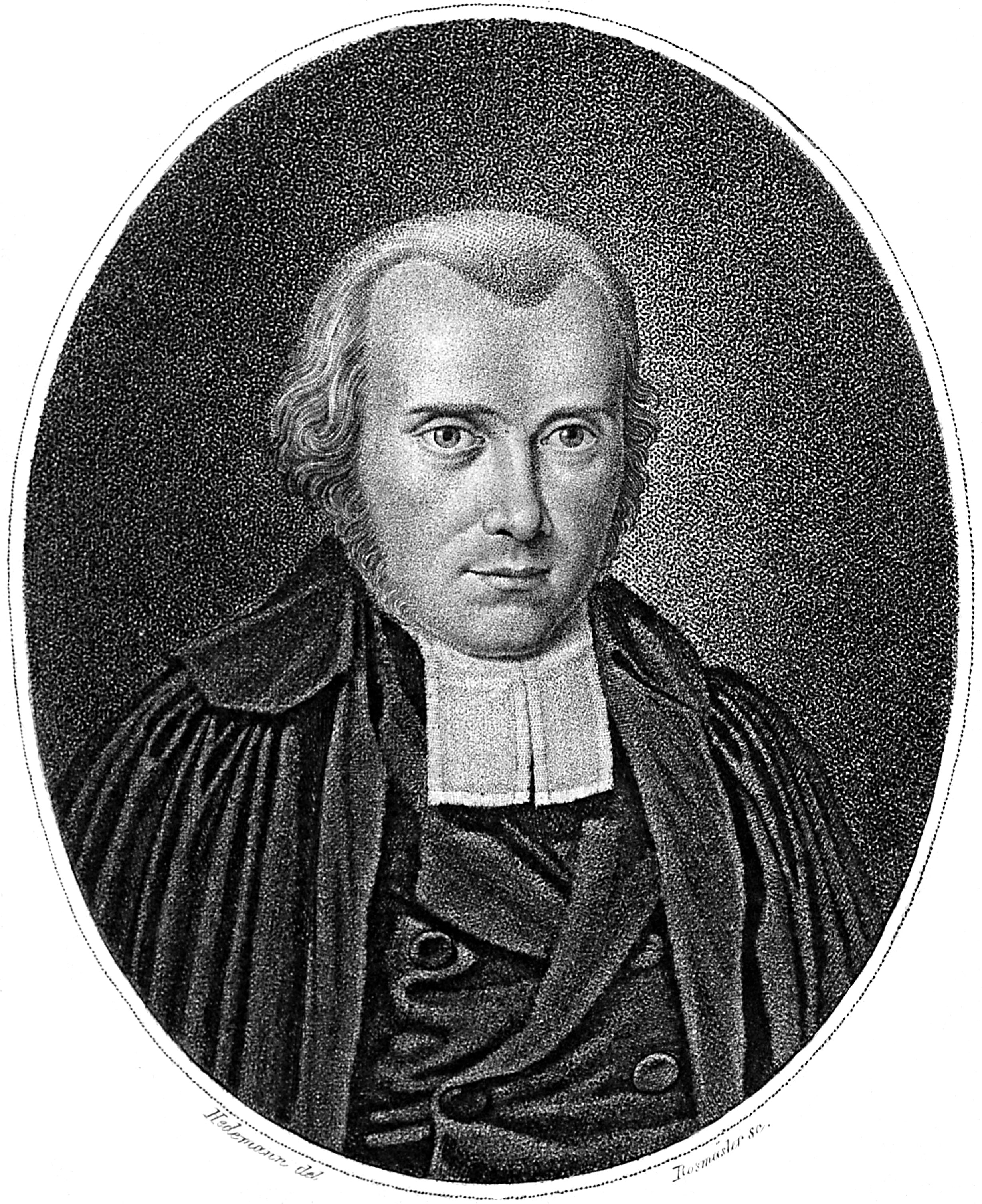
Christian Gottlieb Kühnöl

Christian Gottlieb Kühnöl (* 2. Januar 1768 in Leipzig; † 15. Oktober 1841 in Gießen) war ein deutscher evangelischer Theologe.

## Leben
Kühnöl wurde 1768 in Leipzig als Sohn eines Pfarrers geboren. Er besuchte die Thomasschule zu Leipzig und promovierte früh zum Dr. phil. Nach dem Abitur 1786 studierte er Philosophie und Theologie u. a. bei Ernst Karl Rosenmüller an der Universität Leipzig. Im Jahr 1788 habilitierte er sich an der Philosophischen Fakultät. Er wurde 1790 außerordentlicher Professor für Philosophie und Kustos an der Universitätsbibliothek Leipzig. Ab 1801 war er ordentlicher Professor der Beredsamkeit und Dichtkunst an der Universität Gießen. Zudem wurde er Professor für Theologie in Leipzig. Die Theologische Fakultät der Universität Halle verlieh ihm 1809 den Dr. theol. Kühnöl wurde 1818 Geheimer Kirchenrat. Er emeritierte 1840 und starb 1841.